# Ecilda Paullier
Ecilda Paullier è un comune dell'Uruguay, situato nel Dipartimento di San José.